# 賣茶翁

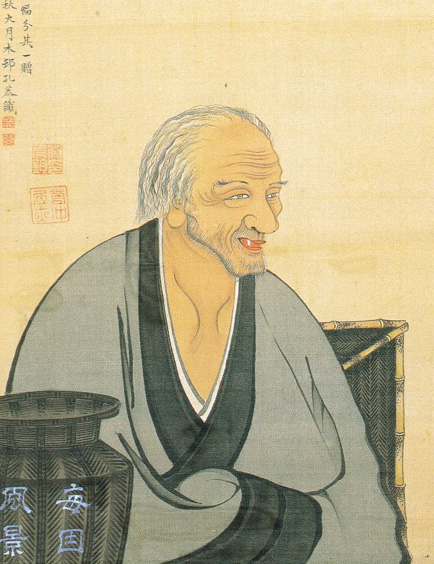
賣茶翁像（部分）若冲筆　絹本著色

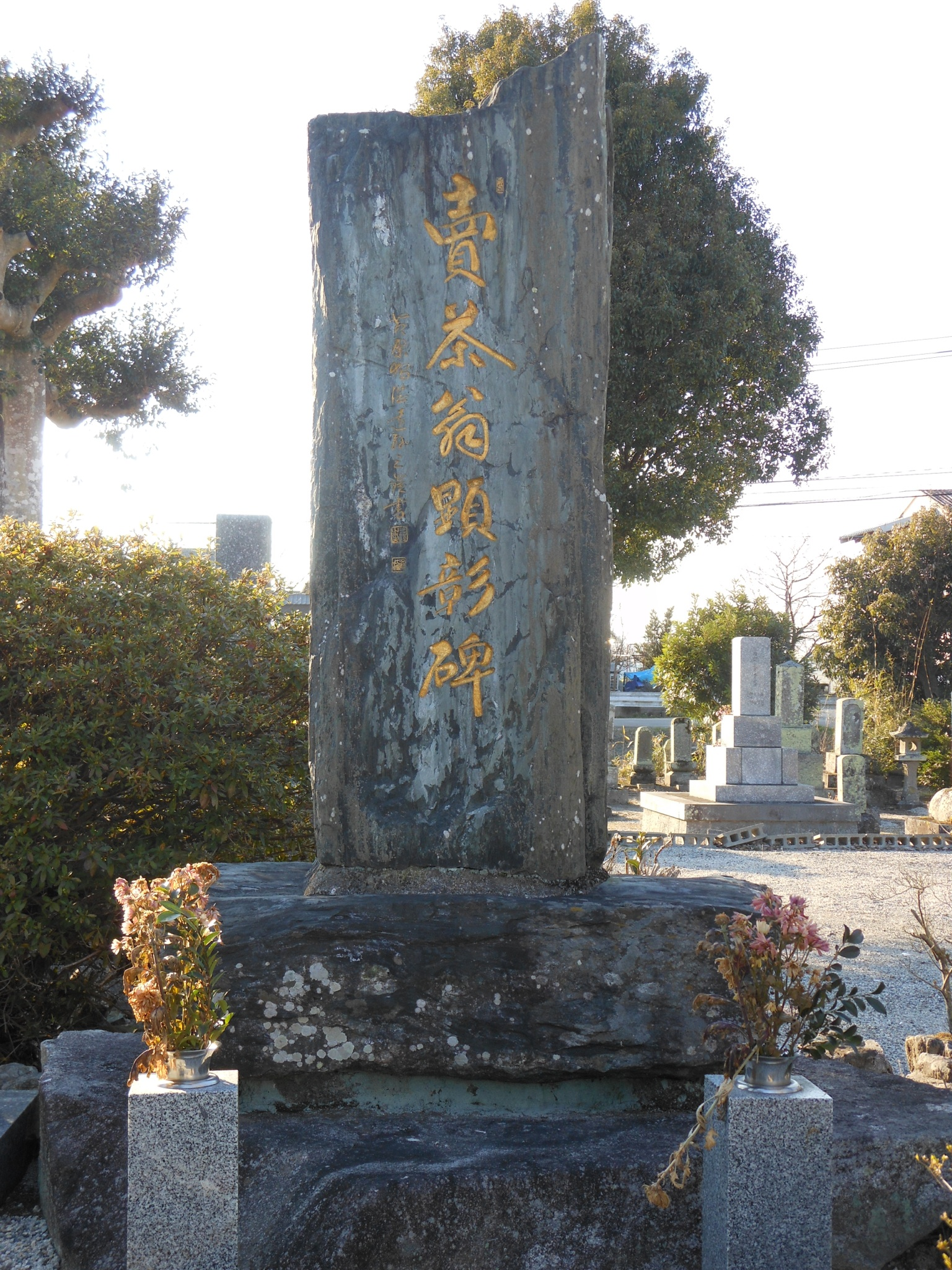
龍津寺賣茶翁顯彰碑

賣茶翁（日语：／ Baisaō */?，1675年7月8日—1763年8月24日），本名柴山元昭，幼名菊泉，法號月海，還俗名高遊外，是日本佛教禪宗黃檗宗僧侶，以推廣煎茶聞名，是日本茶道的奠基者。

## 生平
延寶3年（1675年）5月16日，柴山元昭出生於肥前國蓮池道畹（今佐賀縣佐賀市），排名老三。父親柴山杢之進是侍奉蓮池藩主鍋島氏的御醫，於元昭9歲時過世。
元昭11歲出家，法號月海。他向肥前龍津寺的化霖禪師修習佛法，並展現過人天賦。元祿9年（1696年），21歲的月海開始周遊日本並參訪各地寺廟。周遊結束後，他返回龍津寺擔任管家十有餘年，直至化霖圓寂。
此時的月海已近天命之年。他將寺廟交給法弟大潮，隨後上洛並在京都度過十年人生。他於京都結交文人墨客，其中雖不乏富裕且樂於奉養者，但他依舊過著苦行僧的生活，靠奉茶獲得的捐獻湖口。
61歲起，月海在東山開設簡易茶鋪通仙亭，同時也在京都各地遊歷，與客人喝茶，同時談論佛法。他將禪意融入茶藝，逐漸形成日本茶道的雛型，並促成煎茶的流行。他反對當時禪宗僧人靠推廣抹茶賺取豐厚收入的行為，認為這種制度化與過度安逸的生活，背離佛法與茶道精神的本質。
70歲時，月海依據十年回國一次的法律回到肥前並還俗，改名「高遊外」。此時他已被世人稱作「賣茶翁」並家喻戶曉，但他仍堅持過清苦的生活，四處遊走奉茶。
寶暦5年（1755年），81歲的賣茶翁感到死期將至。於是他關閉茶鋪，將珍愛的茶具付之一炬，從此不再奉茶，改以書法維生，直至87歲去世於蓮華王院幻幻庵。
賣茶翁死後，其友木村蒹葭堂請工匠複製被他燒毀的茶具，重現其製茶法並持續推廣；他的另一位友人──相國寺第113世住持大典顯常 （页面存档备份，存于）也為其作《賣茶翁傳》。兩人協力整理並出版的《煎茶訣》，對後世煎茶的發揚引響甚鉅，使煎茶取代抹茶成為日本最受歡迎的茶種。